# 中里町 (新宿區)
中里町（日语：／ Nakazatochō */?）是東京都新宿區的町名。未實施住居表示。2013年8月1日為止的人口有688人。郵遞區號為162-0804。

## 地理
位於新宿區東北部。北接山吹町，東北部部分鄰改代町，東臨赤城下町，南部與西部通天神町。西部與天神町之間以江戶川橋通為界。地域內主要為住宅地，也有大樓、公寓、與印刷裝訂相關企業。

## 歷史
江戶時代初期屬牛込村。1646年（正保3年）為濟松寺領地，後逐漸市街化。1745年（延享2年）改町奉行支配，成立牛込中里町、牛込中里村町。1872年（明治5年）牛込中里村町改稱山吹町。1911年（明治44年）牛込中里町去除冠称，成為現在的中里町。

### 地名由來
位在兵庫町（現神樂坂五丁目）與早稻田村的中間位置而得名。

## 交通
町域內沒有鐵路車站，可利用東京地下鐵東西線神樂坂站。

## 備註
1. ↑  .   [2013-08-10]. （原始内容存档于2014-08-19）.